# Campeonato Ecuatoriano de Fútbol Serie B 2002
El Campeonato Ecuatoriano de Fútbol Serie B 2002, conocido oficialmente como «Campeonato Nacional de Fútbol Serie B 2002», fue la 25.ª edición de la Serie B del Campeonato nacional de fútbol profesional en Ecuador, mientras que fue la 38.ª edición incluyendo los torneos cortos conocidas como etapas. El torneo fue organizado por la Federación Ecuatoriana de Fútbol y contó con la participación de diez clubes de fútbol. El campeón del certamen fue Técnico Universitario.
En este torneo se incorporó Manta Fútbol Club, campeón de la Segunda Categoría de 2001; además de los descendidos de la Serie A: Delfín Sporting Club y Liga de Portoviejo.

## Desarrollo

### Competición
Por tercer año consecutivo, se repitió exactamente el formato previo: un torneo de 36 fechas por el sistema de todos contra todos a dos etapas, ida y vuelta.

### Ascensos
El campeón y el subcampeón de la temporada ascendieron directamente a la Serie A.

### Descenso
El último club de la tabla de posiciones descendió a la Segunda Categoría.

## Relevo anual de clubes
| Pos  | Descendidos de la Serie A |
| ---- | ------------------------- |
| 9.º  | Delfín                    |
| 10.º | Liga de Portoviejo        |

| Pos | Ascendidos de la Serie B |
| --- | ------------------------ |
| 1.º | Liga de Quito            |
| 2.º | Deportivo Cuenca         |

| Pos  | Descendido de la Serie B |
| ---- | ------------------------ |
| 10.º | Deportivo Quevedo        |

| Pos | Ascendido de la Segunda Categoría |
| --- | --------------------------------- |
| 1.º | Manta F. C.                       |

## Datos de los clubes
Tomaron parte en las competición 10 equipos, entre ellos se destaca el retorno de los históricos Delfín Sporting Club y Liga Deportiva Universitaria de Portoviejo, tras 2 años ausente de la categoría.

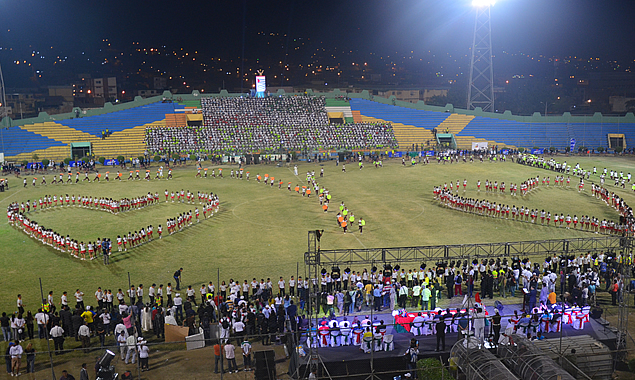
2 años después, el Estadio Reales Tamarindos de Portoviejo volvió a acoger partidos de la Serie B

| Equipo                | Ciudad                                                                                                 | Provincia  |
| --------------------- | --- | ---------- |
| Audaz Octubrino       | Machala                                                                                                | El Oro     |
| Delfín                | [[Archivo:\|class=notpageimage noviewer\|20x20px\|border\|Bandera de Manta]] Manta                     | Manabí     |
| Deportivo Saquisilí   | [[Archivo:\|class=notpageimage noviewer\|20x20px\|border\|Bandera de Latacunga]] Latacunga             | Cotopaxi   |
| Esmeraldas Petrolero  | [[Archivo:\|class=notpageimage noviewer\|20x20px\|border\|Bandera de Esmeraldas (Ecuador)]] Esmeraldas | Esmeraldas |
| Liga de Portoviejo    | Portoviejo                                                                                             | Manabí     |
| Manta F. C.           | [[Archivo:\|class=notpageimage noviewer\|20x20px\|border\|Bandera de Manta]] Manta                     | Manabí     |
| Santa Rita            | Vinces / [[Archivo:\|class=notpageimage noviewer\|20x20px\|border\|Bandera de Babahoyo]] Babahoyo      | Los Ríos   |
| Técnico Universitario | Ambato                                                                                                 | Tungurahua |
| UDJ                   | Quinindé                                                                                               | Esmeraldas |
| Universidad Católica  | Quito                                                                                                  | Pichincha  |

## Resultados

### Primera etapa
| Fecha 1       | Fecha 1               | Fecha 1   | Fecha 1              |
| Fecha         | Equipo Local          | Resultado | Equipo Visitante     |
| ------------- | --------------------- | --------- | -------------------- |
| 23 de febrero | Esmeraldas Petrolero  | 0 - 0     | Universidad Católica |
| 23 de febrero | Deportivo Saquisilí   | 5 - 2     | Santa Rita           |
| 23 de febrero | Liga de Portoviejo    | 1 - 0     | UDJ                  |
| 24 de febrero | Técnico Universitario | 2 - 0     | Audaz Octubrino      |
| 24 de febrero | Manta F. C.           | 1 - 1     | Delfín               |

| Fecha 2    | Fecha 2              | Fecha 2   | Fecha 2               |
| Fecha      | Equipo Local         | Resultado | Equipo Visitante      |
| ---------- | -------------------- | --------- | --------------------- |
| 2 de marzo | Universidad Católica | 1 - 1     | Deportivo Saquisilí   |
| 2 de marzo | Audaz Octubrino      | 0 - 0     | Liga de Portoviejo    |
| 3 de marzo | Delfín               | 0 - 0     | Esmeraldas Petrolero  |
| 3 de marzo | Santa Rita           | 0 - 2     | Técnico Universitario |
| 3 de marzo | UDJ                  | 2 - 3     | Manta F. C.           |

| Fecha 3     | Fecha 3               | Fecha 3   | Fecha 3              |
| Fecha       | Equipo Local          | Resultado | Equipo Visitante     |
| ----------- | --------------------- | --------- | -------------------- |
| 8 de marzo  | Técnico Universitario | 0 - 1     | Universidad Católica |
| 9 de marzo  | Deportivo Saquisilí   | 1 - 0     | Delfín               |
| 9 de marzo  | Liga de Portoviejo    | 1 - 0     | Santa Rita           |
| 10 de marzo | Manta F. C.           | 1 - 2     | Esmeraldas Petrolero |
| 10 de marzo | UDJ                   | 0 - 1     | Audaz Octubrino      |

| Fecha 4     | Fecha 4              | Fecha 4   | Fecha 4               |
| Fecha       | Equipo Local         | Resultado | Equipo Visitante      |
| ----------- | -------------------- | --------- | --------------------- |
| 16 de marzo | Universidad Católica | 2 - 1     | Liga de Portoviejo    |
| 16 de marzo | Esmeraldas Petrolero | 2 - 0     | Deportivo Saquisilí   |
| 16 de marzo | Audaz Octubrino      | 2 - 2     | Manta F. C.           |
| 17 de marzo | Delfín               | 0 - 0     | Técnico Universitario |
| 17 de marzo | Santa Rita           | 1 - 0     | UDJ                   |

| Fecha 5     | Fecha 5               | Fecha 5   | Fecha 5              |
| Fecha       | Equipo Local          | Resultado | Equipo Visitante     |
| ----------- | --------------------- | --------- | -------------------- |
| 24 de marzo | Técnico Universitario | 2 - 1     | Esmeraldas Petrolero |
| 24 de marzo | Manta F. C.           | 3 - 1     | Deportivo Saquisilí  |
| 24 de marzo | Liga de Portoviejo    | 2 - 1     | Delfín               |
| 24 de marzo | Audaz Octubrino       | 2 - 0     | Santa Rita           |
| 24 de marzo | UDJ                   | 4 - 2     | Universidad Católica |

| Fecha 6     | Fecha 6              | Fecha 6   | Fecha 6               |
| Fecha       | Equipo Local         | Resultado | Equipo Visitante      |
| ----------- | -------------------- | --------- | --------------------- |
| 30 de marzo | Universidad Católica | 2 - 1     | Audaz Octubrino       |
| 30 de marzo | Esmeraldas Petrolero | 2 - 1     | Liga de Portoviejo    |
| 31 de marzo | Santa Rita           | 0 - 1     | Manta F. C.           |
| 31 de marzo | Delfín               | 1 - 1     | UDJ                   |
| 31 de marzo | Deportivo Saquisilí  | 1 - 2     | Técnico Universitario |

| Fecha 7    | Fecha 7            | Fecha 7   | Fecha 7               |
| Fecha      | Equipo Local       | Resultado | Equipo Visitante      |
| ---------- | ------------------ | --------- | --------------------- |
| 6 de abril | Santa Rita         | 0 - 1     | Universidad Católica  |
| 6 de abril | Audaz Octubrino    | 1 - 2     | Delfín                |
| 7 de abril | Manta F. C.        | 2 - 2     | Técnico Universitario |
| 7 de abril | UDJ                | 2 - 0     | Esmeraldas Petrolero  |
| 7 de abril | Liga de Portoviejo | 1 - 2     | Deportivo Saquisilí   |

| Fecha 8     | Fecha 8               | Fecha 8   | Fecha 8            |
| Fecha       | Equipo Local          | Resultado | Equipo Visitante   |
| ----------- | --------------------- | --------- | ------------------ |
| 13 de abril | Universidad Católica  | 2 - 2     | Manta F. C.        |
| 13 de abril | Esmeraldas Petrolero  | 1 - 2     | Audaz Octubrino    |
| 13 de abril | Deportivo Saquisilí   | 2 - 0     | UDJ                |
| 14 de abril | Técnico Universitario | 1 - 0     | Liga de Portoviejo |
| 14 de abril | Delfín                | 1 - 1     | Santa Rita         |

| Fecha 9     | Fecha 9         | Fecha 9   | Fecha 9               |
| Fecha       | Equipo Local    | Resultado | Equipo Visitante      |
| ----------- | --------------- | --------- | --------------------- |
| 20 de abril | Delfín          | 0 - 2     | Universidad Católica  |
| 20 de abril | Santa Rita      | 0 - 3     | Esmeraldas Petrolero  |
| 20 de abril | Audaz Octubrino | 1 - 1     | Deportivo Saquisilí   |
| 21 de abril | Manta F. C.     | 0 - 0     | Liga de Portoviejo    |
| 21 de abril | UDJ             | 0 - 2     | Técnico Universitario |

| Fecha 10    | Fecha 10              | Fecha 10  | Fecha 10         |
| Fecha       | Equipo Local          | Resultado | Equipo Visitante |
| ----------- | --------------------- | --------- | ---------------- |
| 26 de abril | Técnico Universitario | 1 - 0     | UDJ              |
| 27 de abril | Universidad Católica  | 0 - 0     | Delfín           |
| 27 de abril | Esmeraldas Petrolero  | 4 - 0     | Santa Rita       |
| 27 de abril | Deportivo Saquisilí   | 0 - 2     | Audaz Octubrino  |
| 28 de abril | Liga de Portoviejo    | 2 - 1     | Manta F. C.      |

| Fecha 11  | Fecha 11           | Fecha 11  | Fecha 11              |
| Fecha     | Equipo Local       | Resultado | Equipo Visitante      |
| --------- | ------------------ | --------- | --------------------- |
| 4 de mayo | Santa Rita         | 0 - 0     | Delfín                |
| 4 de mayo | Audaz Octubrino    | 0 - 0     | Esmeraldas Petrolero  |
| 5 de mayo | Manta F. C.        | 1 - 0     | Universidad Católica  |
| 5 de mayo | Liga de Portoviejo | 3 - 0     | Técnico Universitario |
| 5 de mayo | UDJ                | 2 - 2     | Deportivo Saquisilí   |

| Fecha 12   | Fecha 12              | Fecha 12  | Fecha 12           |
| Fecha      | Equipo Local          | Resultado | Equipo Visitante   |
| ---------- | --------------------- | --------- | ------------------ |
| 11 de mayo | Esmeraldas Petrolero  | 2 - 2     | UDJ                |
| 11 de mayo | Universidad Católica  | 2 - 0     | Santa Rita         |
| 11 de mayo | Delfín                | 0 - 2     | Audaz Octubrino    |
| 11 de mayo | Deportivo Saquisilí   | 2 - 2     | Liga de Portoviejo |
| 11 de mayo | Técnico Universitario | 4 - 0     | Manta F. C.        |

| Fecha 13   | Fecha 13              | Fecha 13  | Fecha 13             |
| Fecha      | Equipo Local          | Resultado | Equipo Visitante     |
| ---------- | --------------------- | --------- | -------------------- |
| 18 de mayo | Técnico Universitario | 3 - 1     | Deportivo Saquisilí  |
| 19 de mayo | Manta F. C.           | 5 - 1     | Santa Rita           |
| 19 de mayo | UDJ                   | 0 - 0     | Delfín               |
| 19 de mayo | Liga de Portoviejo    | 0 - 1     | Esmeraldas Petrolero |
| 19 de mayo | Audaz Octubrino       | 2 - 0     | Universidad Católica |

| Fecha 14   | Fecha 14             | Fecha 14  | Fecha 14              |
| Fecha      | Equipo Local         | Resultado | Equipo Visitante      |
| ---------- | -------------------- | --------- | --------------------- |
| 24 de mayo | Universidad Católica | 4 - 0     | UDJ                   |
| 25 de mayo | Esmeraldas Petrolero | 3 - 2     | Técnico Universitario |
| 25 de mayo | Santa Rita           | 1 - 0     | Audaz Octubrino       |
| 25 de mayo | Deportivo Saquisilí  | 1 - 0     | Manta F. C.           |
| 26 de mayo | Delfín               | 0 - 0     | Liga de Portoviejo    |

| Fecha 15   | Fecha 15              | Fecha 15  | Fecha 15             |
| Fecha      | Equipo Local          | Resultado | Equipo Visitante     |
| ---------- | --------------------- | --------- | -------------------- |
| 1 de junio | Deportivo Saquisilí   | 2 - 0     | Esmeraldas Petrolero |
| 1 de junio | Técnico Universitario | 4 - 3     | Delfín               |
| 2 de junio | Manta F. C.           | 3 - 2     | Audaz Octubrino      |
| 2 de junio | Liga de Portoviejo    | 0 - 0     | Universidad Católica |
| 2 de junio | UDJ                   | 3 - 1     | Santa Rita           |

| Fecha 16   | Fecha 16             | Fecha 16  | Fecha 16              |
| Fecha      | Equipo Local         | Resultado | Equipo Visitante      |
| ---------- | -------------------- | --------- | --------------------- |
| 8 de junio | Universidad Católica | 1 - 1     | Técnico Universitario |
| 8 de junio | Esmeraldas Petrolero | 1 - 0     | Manta F. C.           |
| 8 de junio | Santa Rita           | 2 - 1     | Liga de Portoviejo    |
| 8 de junio | Audaz Octubrino      | 1 - 2     | UDJ                   |
| 9 de junio | Delfín               | 3 - 1     | Deportivo Saquisilí   |

| Fecha 17    | Fecha 17              | Fecha 17  | Fecha 17             |
| Fecha       | Equipo Local          | Resultado | Equipo Visitante     |
| ----------- | --------------------- | --------- | -------------------- |
| 14 de junio | Técnico Universitario | 3 - 1     | Santa Rita           |
| 15 de junio | Esmeraldas Petrolero  | 1 - 5     | Delfín               |
| 15 de junio | Deportivo Saquisilí   | 3 - 4     | Universidad Católica |
| 16 de junio | Manta F. C.           | 2 - 0     | UDJ                  |
| 16 de junio | Liga de Portoviejo    | 0 - 1     | Audaz Octubrino      |

| Fecha 18    | Fecha 18             | Fecha 18  | Fecha 18              |
| Fecha       | Equipo Local         | Resultado | Equipo Visitante      |
| ----------- | -------------------- | --------- | --------------------- |
| 22 de junio | Universidad Católica | 2 - 3     | Esmeraldas Petrolero  |
| 22 de junio | Santa Rita           | 0 - 0     | Deportivo Saquisilí   |
| 23 de junio | Delfín               | 1 - 1     | Manta F. C.           |
| 23 de junio | Audaz Octubrino      | 0 - 0     | Técnico Universitario |
| 23 de junio | UDJ                  | 3 - 2     | Liga de Portoviejo    |

### Segunda etapa
| Fecha 19   | Fecha 19              | Fecha 19  | Fecha 19             |
| Fecha      | Equipo Local          | Resultado | Equipo Visitante     |
| ---------- | --------------------- | --------- | -------------------- |
| 6 de julio | Esmeraldas Petrolero  | 0 - 1     | Universidad Católica |
| 6 de julio | Deportivo Saquisilí   | 3 - 1     | Santa Rita           |
| 7 de julio | Técnico Universitario | 4 - 1     | Audaz Octubrino      |
| 7 de julio | Manta F. C.           | 2 - 2     | Delfín               |
| 7 de julio | Liga de Portoviejo    | 3 - 1     | UDJ                  |

| Fecha 20    | Fecha 20             | Fecha 20  | Fecha 20              |
| Fecha       | Equipo Local         | Resultado | Equipo Visitante      |
| ----------- | -------------------- | --------- | --------------------- |
| 13 de julio | Universidad Católica | 0 - 0     | Deportivo Saquisilí   |
| 13 de julio | Santa Rita           | 0 - 0     | Técnico Universitario |
| 13 de julio | Audaz Octubrino      | 2 - 2     | Liga de Portoviejo    |
| 14 de julio | Delfín               | 1 - 0     | Esmeraldas Petrolero  |
| 14 de julio | UDJ                  | 2 - 2     | Manta F. C.           |

| Fecha 21     | Fecha 21              | Fecha 21  | Fecha 21             |
| Fecha        | Equipo Local          | Resultado | Equipo Visitante     |
| ------------ | --------------------- | --------- | -------------------- |
| 20 de julio  | Técnico Universitario | 2 - 1     | Universidad Católica |
| 21 de julio  | Liga de Portoviejo    | 0 - 2     | Santa Rita           |
| 21 de julio  | Deportivo Saquisilí   | 2 - 1     | Delfín               |
| 14 de agosto | UDJ                   | 2 - 1     | Audaz Octubrino      |
| 14 de agosto | Manta F. C.           | 3 - 1     | Esmeraldas Petrolero |

| Fecha 22     | Fecha 22             | Fecha 22  | Fecha 22              |
| Fecha        | Equipo Local         | Resultado | Equipo Visitante      |
| ------------ | -------------------- | --------- | --------------------- |
| 27 de julio  | Universidad Católica | 1 - 1     | Liga de Portoviejo    |
| 27 de julio  | Santa Rita           | 2 - 3     | UDJ                   |
| 27 de julio  | Audaz Octubrino      | 0 - 0     | Manta F. C.           |
| 28 de julio  | Delfín               | 1 - 1     | Técnico Universitario |
| 21 de agosto | Esmeraldas Petrolero | 3 - 0     | Deportivo Saquisilí   |

| Fecha 23    | Fecha 23              | Fecha 23  | Fecha 23             |
| Fecha       | Equipo Local          | Resultado | Equipo Visitante     |
| ----------- | --------------------- | --------- | -------------------- |
| 1 de agosto | Técnico Universitario | 2 - 2     | Esmeraldas Petrolero |
| 2 de agosto | Liga de Portoviejo    | 0 - 0     | Delfín               |
| 2 de agosto | Audaz Octubrino       | 1 - 0     | Santa Rita           |
| 3 de agosto | Manta F. C.           | 4 - 0     | Deportivo Saquisilí  |
| 3 de agosto | UDJ                   | 1 - 1     | Universidad Católica |

| Fecha 24     | Fecha 24             | Fecha 24  | Fecha 24              |
| Fecha        | Equipo Local         | Resultado | Equipo Visitante      |
| ------------ | -------------------- | --------- | --------------------- |
| 10 de agosto | Universidad Católica | 3 - 0     | Audaz Octubrino       |
| 10 de agosto | Esmeraldas Petrolero | 3 - 1     | Liga de Portoviejo    |
| 10 de agosto | Santa Rita           | 2 - 2     | Manta F. C.           |
| 10 de agosto | Deportivo Saquisilí  | 2 - 1     | Técnico Universitario |
| 11 de agosto | Delfín               | 0 - 0     | UDJ                   |

| Fecha 25     | Fecha 25           | Fecha 25  | Fecha 25              |
| Fecha        | Equipo Local       | Resultado | Equipo Visitante      |
| ------------ | ------------------ | --------- | --------------------- |
| 17 de agosto | Santa Rita         | 2 - 3     | Universidad Católica  |
| 17 de agosto | Audaz Octubrino    | 0 - 1     | Delfín                |
| 17 de agosto | Liga de Portoviejo | 2 - 1     | Deportivo Saquisilí   |
| 18 de agosto | Manta F. C.        | 3 - 0     | Técnico Universitario |
| 18 de agosto | UDJ                | 0 - 1     | Esmeraldas Petrolero  |

| Fecha 26     | Fecha 26              | Fecha 26  | Fecha 26           |
| Fecha        | Equipo Local          | Resultado | Equipo Visitante   |
| ------------ | --------------------- | --------- | ------------------ |
| 23 de agosto | Técnico Universitario | 2 - 2     | Liga de Portoviejo |
| 24 de agosto | Universidad Católica  | 1 - 1     | Manta F. C.        |
| 24 de agosto | Esmeraldas Petrolero  | 3 - 0     | Audaz Octubrino    |
| 24 de agosto | Deportivo Saquisilí   | 4 - 2     | UDJ                |
| 25 de agosto | Delfín                | 1 - 1     | Santa Rita         |

| Fecha 27        | Fecha 27        | Fecha 27  | Fecha 27              |
| Fecha           | Equipo Local    | Resultado | Equipo Visitante      |
| --------------- | --------------- | --------- | --------------------- |
| 31 de agosto    | Manta F. C.     | 3 - 0     | Liga de Portoviejo    |
| 31 de agosto    | Santa Rita      | 3 - 2     | Esmeraldas Petrolero  |
| 31 de agosto    | Audaz Octubrino | 0 - 1     | Deportivo Saquisilí   |
| 1 de septiembre | Delfín          | 0 - 0     | Universidad Católica  |
| 1 de septiembre | UDJ             | 0 - 1     | Técnico Universitario |

| Fecha 28        | Fecha 28              | Fecha 28  | Fecha 28         |
| Fecha           | Equipo Local          | Resultado | Equipo Visitante |
| --------------- | --------------------- | --------- | ---------------- |
| 6 de septiembre | Técnico Universitario | 1 - 0     | UDJ              |
| 7 de septiembre | Universidad Católica  | 2 - 1     | Delfín           |
| 7 de septiembre | Esmeraldas Petrolero  | 1 - 2     | Santa Rita       |
| 7 de septiembre | Deportivo Saquisilí   | 0 - 0     | Audaz Octubrino  |
| 7 de septiembre | Liga de Portoviejo    | 1 - 5     | Manta F. C.      |

| Fecha 29         | Fecha 29           | Fecha 29  | Fecha 29              |
| Fecha            | Equipo Local       | Resultado | Equipo Visitante      |
| ---------------- | ------------------ | --------- | --------------------- |
| 14 de septiembre | UDJ                | 0 - 0     | Deportivo Saquisilí   |
| 14 de septiembre | Santa Rita         | 1 - 0     | Delfín                |
| 14 de septiembre | Audaz Octubrino    | 0 - 1     | Esmeraldas Petrolero  |
| 14 de septiembre | Liga de Portoviejo | 1 - 2     | Técnico Universitario |
| 15 de septiembre | Manta F. C.        | 1 - 0     | Universidad Católica  |

| Fecha 30         | Fecha 30              | Fecha 30  | Fecha 30           |
| Fecha            | Equipo Local          | Resultado | Equipo Visitante   |
| ---------------- | --------------------- | --------- | ------------------ |
| 20 de septiembre | Técnico Universitario | 1 - 1     | Manta F. C.        |
| 21 de septiembre | Universidad Católica  | 4 - 0     | Santa Rita         |
| 21 de septiembre | Esmeraldas Petrolero  | s/j       | UDJ                |
| 21 de septiembre | Deportivo Saquisilí   | 3 - 1     | Liga de Portoviejo |
| 22 de septiembre | Delfín                | 2 - 1     | Audaz Octubrino    |

| Fecha 31         | Fecha 31              | Fecha 31  | Fecha 31             |
| Fecha            | Equipo Local          | Resultado | Equipo Visitante     |
| ---------------- | --------------------- | --------- | -------------------- |
| 27 de septiembre | Técnico Universitario | 1 - 1     | Deportivo Saquisilí  |
| 28 de septiembre | UDJ                   | 3 - 1     | Delfín               |
| 28 de septiembre | Liga de Portoviejo    | 1 - 1     | Esmeraldas Petrolero |
| 29 de septiembre | Manta F. C.           | 1 - 0     | Santa Rita           |
| 29 de septiembre | Audaz Octubrino       | 0 - 1     | Universidad Católica |

| Fecha 32     | Fecha 32             | Fecha 32  | Fecha 32              |
| Fecha        | Equipo Local         | Resultado | Equipo Visitante      |
| ------------ | -------------------- | --------- | --------------------- |
| 5 de octubre | Universidad Católica | 2 - 1     | UDJ                   |
| 5 de octubre | Esmeraldas Petrolero | 2 - 1     | Técnico Universitario |
| 5 de octubre | Deportivo Saquisilí  | 4 - 2     | Manta F. C.           |
| 5 de octubre | Santa Rita           | 1 - 2     | Audaz Octubrino       |
| 6 de octubre | Delfín               | 0 - 1     | Liga de Portoviejo    |

| Fecha 33      | Fecha 33              | Fecha 33  | Fecha 33             |
| Fecha         | Equipo Local          | Resultado | Equipo Visitante     |
| ------------- | --------------------- | --------- | -------------------- |
| 12 de octubre | Deportivo Saquisilí   | 2 - 3     | Esmeraldas Petrolero |
| 12 de octubre | UDJ                   | 2 - 2     | Santa Rita           |
| 13 de octubre | Técnico Universitario | 2 - 0     | Delfín               |
| 13 de octubre | Manta F. C.           | 4 - 1     | Audaz Octubrino      |
| 13 de octubre | Liga de Portoviejo    | 1 - 3     | Universidad Católica |

| Fecha 34      | Fecha 34             | Fecha 34  | Fecha 34              |
| Fecha         | Equipo Local         | Resultado | Equipo Visitante      |
| ------------- | -------------------- | --------- | --------------------- |
| 18 de octubre | Universidad Católica | 0 - 0     | Técnico Universitario |
| 18 de octubre | Delfín               | 2 - 0     | Deportivo Saquisilí   |
| 18 de octubre | Esmeraldas Petrolero | 1 - 0     | Manta F. C.           |
| 18 de octubre | Santa Rita           | 0 - 0     | Liga de Portoviejo    |
| 18 de octubre | Audaz Octubrino      | 1 - 1     | UDJ                   |

| Fecha 35      | Fecha 35              | Fecha 35  | Fecha 35             |
| Fecha         | Equipo Local          | Resultado | Equipo Visitante     |
| ------------- | --------------------- | --------- | -------------------- |
| 26 de octubre | Deportivo Saquisilí   | 1 - 2     | Universidad Católica |
| 26 de octubre | Esmeraldas Petrolero  | 1 - 0     | Delfín               |
| 26 de octubre | Técnico Universitario | 2 - 0     | Santa Rita           |
| 26 de octubre | Manta F. C.           | 3 - 0     | UDJ                  |
| 26 de octubre | Liga de Portoviejo    | 1 - 1     | Audaz Octubrino      |

| Fecha 36       | Fecha 36             | Fecha 36  | Fecha 36                  |
| Fecha          | Equipo Local         | Resultado | Equipo Visitante          |
| -------------- | -------------------- | --------- | ------------------------- |
| 2 de noviembre | Universidad Católica | 1 - 1     | Esmeraldas Petrolero      |
| 2 de noviembre | UDJ                  | 2 - 0     | Liga de Portoviejo        |
| 2 de noviembre | Audaz Octubrino      | 1 - 1     | Técnico Universitario (C) |
| 2 de noviembre | Delfín               | 0 - 1     | Manta F. C. (SC)          |
| 2 de noviembre | Santa Rita           | 3 - 2     | Deportivo Saquisilí       |

## Tabla de posiciones
|  |  |     | Equipo                | PJ | PG | PE | PP | GF | GC | DG | PTS |
|  |  | --- | --------------------- | -- | -- | -- | -- | -- | -- | -- | --- |
|  |  | 1.  | Técnico Universitario | 36 | 17 | 13 | 6  | 55 | 36 |    | 64  |
|  |  | 2.  | Manta F. C.           | 36 | 17 | 12 | 7  | 66 | 40 |    | 63  |
|  |  | 3.  | Universidad Católica  | 36 | 16 | 13 | 7  | 53 | 35 |    | 61  |
|  |  | 4.  | Esmeraldas Petrolero  | 36 | 18 | 7  | 11 | 52 | 43 |    | 61  |
|  |  | 5.  | Deportivo Saquisilí   | 36 | 13 | 9  | 14 | 52 | 56 |    | 48  |
|  |  | 6.  | Delfín                | 36 | 8  | 15 | 13 | 31 | 35 |    | 39  |
|  |  | 7.  | UDJ                   | 36 | 9  | 11 | 16 | 41 | 53 |    | 38  |
|  |  | 8.  | Audaz Octubrino       | 36 | 9  | 11 | 16 | 32 | 44 |    | 38  |
|  |  | 9.  | Santa Rita            | 36 | 10 | 7  | 19 | 35 | 60 |    | 37  |
|  |  | 10. | Liga de Portoviejo    | 36 | 8  | 12 | 16 | 35 | 50 |    | 36  |

PJ = Partidos jugados; PG = Partidos ganados; PE = Partidos empatados; PP = Partidos perdidos; GF = Goles a favor; GC = Goles en contra; DG = Diferencia de gol; PTS = Puntos
|  | Campeón, ascendió a la Serie A 2003.    |
|  | Subcampeón, ascendió a la Serie A 2003. |
|  | Descendió a la Segunda Categoría.       |

Fuente: Ecuador 2002 - RSSSF

## Campeón
|                                                                  |
| Club Técnico Universitario 4.° título Ascendió a la Serie A 2003 |
| También ascendió Manta Fútbol Club como subcampeón.              |

## Goleadores
| Jugador          | Equipo                | Goles |
| ---------------- | --------------------- | ----- |
| Martín Gorozo    | Técnico Universitario | 22    |
| Rodrigo Teixeira | Esmeraldas Petrolero  | 20    |
| Luis Angulo      | Manta F. C.           | 15    |

Fuente: RSSSF - Ecuador 2002 - Goleadores

## Nota
1. ↑  Abandonado 0-2 como Esmeraldas Petrolero fue suspendido debido a las deudas de otros clubes ecuatorianos.